# 하드 데이즈 나이트
《하드 데이즈 나이트》(영어: A Hard Day's Night 어 하드 데이즈 나이트[*])는 1964년 공개된 영국의 코미디 영화로, 비틀즈의 멤버 존 레논, 폴 매카트니, 조지 해리슨, 그리고 링고 스타가 출연했다. 리처드 레스터가 감독, 알룬 오웬이 각본을 맡았고, 유나이티드 아티스츠를 통해 처음으로 개봉되었다. 이 영화는 비틀즈가 보낸 며칠을 그려냈다.
영화는 상업적, 비평적으로 큰 성공을 거두었다. 《타임》지는 사상 최고의 영화 100편에 선정했다. 영국의 비평가 레슬리 헬리웰은 "음악과 함께하는 유쾌한 환상곡. 감독이 영화 속 개그에 들인 노력이 있었기에 엄청난 상업적 성공이 가능했을 것"이라 말하며 자신의 만점인 네 개의 별을 수여했다. 무수한 스파이 영화, 몽키스의 텔레비전 쇼와 팝 뮤직 비디오에 영감을 준 《하드 데이즈 나이트》는 역사상 가장 영향력 있는 뮤지컬 영화 중 하나로 여겨진다.

## 줄거리
런던에서 진행되는 텔레비전 쇼에 출현하기 위해 기차를 타러 가는 비틀즈는 그들을 쫓는 수많은 팬들에게서 도망친다. 그들은 기차에 타고 휴식을 취하려 하지만, 다양한 요소들이 그들의 인내심을 시험한다. 폴의 할아버지는 한 승객과 바람을 피우고, 비틀즈에 의해 차장차에 가둬진다. 존, 폴, 조지, 그리고 링고는 그와 함께 여학생과 어울리며 목적지에 도착할 때까지 카드 게임을 즐긴다.
런던에 도착하자 말자 비틀즈는 감옥에 가둬진 것처럼 호텔로 이동한다. 밤에 몰래 외출힌 폴의 할아버지는 호텔의 카지노에서 작은 문제를 일으킨다. 그룹은 공연이 텔레비전으로 방송될 극장으로 이동한다. 준비 시간 때문에 지루해진 링고는 책을 읽으며 시간을 때운다. 폴의 할아버지는 그에게 책을 읽는 것 대신, 밖에서 시간을 보내 삶의 경험을 쌓으라며 나무란다. 링고는 그의 말을 따라 밖으로 나간다. 링고는 술집에서 한잔 하거나, 운하 옆을 걷거나, 기차역 플랫폼에서 자전거를 탄다. 그러는 동안, 다른 밴드 멤버들은 정신없이 링고를 찾아나선다. 드디어, 그가 폴의 할아버지와 경찰에 체포된 후, 극장으로 돌아가 계획대로 콘서트를 진행한다. 콘서트 이후에, 밴드는 헬리콥터를 타고 수많은 팬으로부터 벗어난다.

## 배역
- 본인 역에 존 레논
- 본인 역에 폴 매카트니
- 본인 역에 조지 해리슨
- 본인 역에 링고 스타
- 존 매카트니 역에 윌프리드 브람벨, 폴의 할아버지
- 노만 역에 노만 로싱튼, 비틀즈의 매니저
- 셰이크 역에 존 정킨, 비틀즈의 로드 매니저
- TV 감독 역에 빅터 스피네티
- 존슨 역에 리차드 버논, 기차의 신사분
- 밀리 역에 안나 콰일
- 돌리 역에 앨리슨 시봄, 시몬 마셜의 비서
- 시몬 마셜 역에 케네스 하이 (크레디트 미표기)
- 애드리안 역에 줄리안 할로웨이, 시몬의 조수 (크레디트 미표기)
- TV 무대 감독 역에 로빈 레이
- TV 안무가 역에 라이오넬 블레어
- 찰리 역에 데이비드 젠슨, 링고와 마주친 꼬마
- 차도둑 역에 존 블러덜 (크레디트 미표기)
- 호텔 웨이터 역에 에드워드 말린
- 경사 역에 데릭 가이러
- 카지노 매니저 역에 마이클 트룹샤웨 (크레디트 미표기)
- 카지노의 소녀 역에 마가렛 놀란 (크레디트 미표기)
- 진 역에 패티 보이드, 기차의 금발 머리 소녀 (크레디트 미표기)
- 리타 역에 프루던스 버리, 기차의 흑갈색 머리 소녀 (크레디트 미표기)
- 나이트클럽 무용수 역에 제레미 로이드 (크레디트 미표기)
- 나이트클럽 무용수 역에 샬럿 램플링 (크레디트 미표기)
- 비틀즈 TV 공연을 보는 소년 역에 필 콜린스 (크레디트 미표기)

## 각본
각본은 알룬 오웬이 썼다. 알룬은 비틀즈에게 친숙했던 TV 프로그램 《No Trams to Lime Street》에서 각본을 썼고, 리버풀식 대사를 잘 쓰는 것으로 유명했기 때문에 뽑혔다. 매카트니는 "알룬은 우리 주위에서 서성거리며 우리에게 말할 것을 가르쳐주었어요. 그는 우리가 하는 말을 듣기 위해서 그랬던 것 같고, 그래서 난 그가 아주 좋은 대본을 썼다고 생각합니다."고 말했다. 오웬은 비틀즈와 함께 며칠을 함께 보냈는데, 그의 생활을 그들은 이렇게 묘사했다. "기차에서 방으로 그리고 차에서 방으로 그리고 방에서 방으로". 폴의 할아버지로 분한 사람이 이런 대사를 말한다. 오웬은 대본을 자신들의 명성 때문에 공연 스케줄과 스튜디오 작업으로 죄수가 되어버린 비틀즈의 관점으로 썼다.
링고가 "모드족인가요, 록커인가요?"란 질문에 "아뇨, 전 모커(영어: Mocker→흉내내는 사람)입니다"라고 대답하는데, 이 대사는 그가 TV 쇼 《레디 스테디 고!》에서 만든 농담에서 인용한 것이다. 폴 매카트니의 할아버지(윌프리드 브람벨 분)는 영화 내에서 "깨끗한 노인"으로 불리는데, 이는 《스텝토 앤드 선》에서 윌프리드가 분한 알버트 스텝토가 "더러운 노인"으로 불린 것과 대조를 이룬다. 영화 내에서 등장하는 비틀즈의 매니저인 노만과 로드 매니저인 셰이크는 각각 비틀즈의 개인 조수인 닐 애스피넬과 로드 매니저인 말 에반스를 기반으로 두었다.
영화의 가제목이 《비틀즈》(The Beatles)나 《비틀마니아》(Beatlemania)였음에도 불구하고, 영화에서 그룹의 이름은 단 한 번도 불린 적이 없다.

## 제작
영화는 유나이티드 아티스츠에서 시네마 베리테 스타일을 이용하여 흑백 촬영했으며, 이는 겨우 7주 만에 끝났다. 200,000 파운드(500,000 달러)라는 적은 제작비가 투입되어, 총 16주 동안의 기간에 걸쳐 제작했다. 유나이티즈 아티스츠는 미국에 사운드트랙 음반을 발매하는데 관심을 가졌다. 유나이티즈 아티스츠의 유럽 생산 책임자였던 버드 온스타인은 "우리 음반 부서는 사운드트랙 음반을 미국에 발매하고, 영화에서 잃어버린 것을 이 디스크로 다시 가져올 겁니다."라고 말했다. 영화 역사학자 스티븐 글린은 "적은 예산으로 착취한 영화는 최근 잠깐 동안의 뮤지컬 열풍을 일으켰고, 될 수 있는 데로 최대한 우려 먹혔다."고 적었다. 1964년에 레논이 한 말에 의하면 대부분의 제작사는 싫어했지만 영화는 속편이 나올 수도 있었다.
촬영은 1964년 3월 2일 런던 매릴번 역에서부터 시작되었다. 비틀즈는 배우 노조 '이퀄리티(Equity)'와 아침동안 함께 했다. 첫 주에는 런던과 마인헤드를 잇는 기차에서 촬영이 진행되었다. 3월 10일 링고가 트위크넘의 술집에 있는 신이 촬영되었다. 그 다음 주에 여러 내부 신을 트위크넘 스튜디오에서 촬영했다. 2월 23일에서 30일까지 스칼라 극장으로 이동하여 촬영했다. 3월 31일 콘서트 장면이 같은 곳에서 촬영됐다. 이 장면에서 비틀즈는 틀어놓은 곡에 맞추어 립싱크를 했다. 창의적인 카메라 워크가 들어간 〈Can't Buy Me Love〉 부분은 1964년 4월 23일 미들섹스 주 아일워스의 쏜버리 필레잉 필즈에서 찍었다. 링고가 여성분이 지나가는 길에 있는 물웅덩이를 코트로 덮어 지나가게 도와주다 커다란 구멍에 빠뜨려버린 마지막 신은 다음날 런던의 웨스트 얼링에서 촬영했다.
《하드 데이즈 나이트》가 미국에서 개봉하기 전, 유나이티드 아티스츠의 경영진은 레스터에게 비틀즈의 목소리를 미국 동부 억양으로 더빙할 것을 권했다. 매카트니는 화내며 이렇게 대답했다. "이봐요, 우리가 망할 텍사스 카우보이 억양을 알아먹을 수 있으면, 그들도 리버풀 억양을 알아먹을 수 있을 거란 말입니다." 레스터는 비틀즈의 다음 주연작인 1964년 영화 《헬프!》를 감독했다.

### 캐스팅
영국의 관객에게 시트콤 《스텝토 앤드 선》으로 잘 알려진 아일랜드 배우 윌프리드 브람벨은 영화 내에서 매카트니의 할아버지인 존 매카트니 역을 맡았다. 노만 로싱튼은 비틀즈의 매니저인 노만 역을 맡았다. 존 정킨은 그룹의 로드 매니저인 셰이크 역을 맡았다. 빅터 스피네티는 텔레비전 감독 역을 맡았다.
조역으로는, 리처드 버논이 기차의 회사원 역을 맡았고, 라이오넬 블레어가 무용수 역을 맡았다. 영화에는 다양한 카메오가 등장하기도 했는데, 존 블러덜이 차도둑으로 등장했고, 데릭 니모는 마술사 레슬리 잭슨으로 등장했다. 데이비드 젠슨은 링고가 만나 잠시 어울린 남자 아이로 등장했다. 1972년 뮌헨 올림픽에 참가했던 루니 마사라는 큐에 있는 강에서 스컬로 보트를 젓는 사람으로 등장했다. 케네스 하이는 조지를 "새로운 현상"으로 착각한 광고 책임자로 등장했다. 데이빗 랭튼은 분장실의 배우로서 카메오로 등장했다. 그룹의 진짜 매니저인 브라이언 엡스타인은 단역을 맡았다. 비틀즈의 로드 매니저 중 한 명인 말 에반스도 좁은 복도에서 레논과 대화하던 여자 사이로 베이스 기타를 들고 지나가면서 등장했다.
조지 해리슨은 그의 아내가 되는 패티 보이드를 만났다. 그녀는 기차의 여학생으로 잠시 등장했다. 조지는 그녀에게 접근했지만, 당시 남자친구가 있었다는 이유로 퇴짜를 맞았다. 하지만 그는 끈질기게 접근해왔고, 결국 18개월 안에 결혼했다. 그녀와 식당차에 있던 소녀는 프루던스 버리다. 필 콜린스는 콘서트의 관객으로 등장했고, 크레디트에 오르진 못했다. 그는 훗날 음악가로서 크게 성공한다.

## 공개

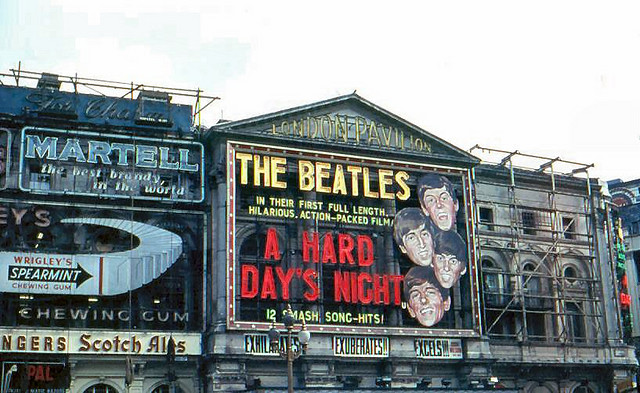
1964년, 《하드 데이즈 나이트》가 상영되고 있는 파빌리언 극장

영화는 런던의 파빌리언 극장에서 1964년 7월에 초연되었고, 사운드트랙 음반은 4일 후에 발매되었다. 영화는 런던 파빌리온에서 첫 주에 2만 달러 이상을 벌어들이는 기록을 세웠고, 인기를 끌면서 동시에 1,600장 이상의 인쇄물이 동시에 유통되었다. 이후 팔로폰에서 1964년 11월 6일에 《Extracts From The Film A Hard Day's Night》란 제목을 달고 영화의 곡을 수록한 EP(모노)를 출시했다. 영화는 1971년에 전 세계에서 1,100만 달러의 수익을 거둔 것으로 추정된다.
영화의 판권은 1979년에 프로듀서 왈터 쉔슨에게 넘겨졌다. 1982년 미국에서 유니버셜 픽처스를 통해 재개봉한 영화에서는 감독 리처드 레스터의 개입이나 지식 없이 제작된 프롤로그가 들어가 있었다. 1984년 MPI 홈 비디오가 쉔슨의 허가 아래 처음으로 영화를 여러 비디오 포맷에 담아 홈 비디오로 판매했다. 여기에는 모두 프롤로그가 들어가 있다. 1993년 보이저 컴퍼니가 맥과 PC용 CD-ROM을 제작했다. 여기에는 원래의 대본을 포함하여 표준적인 자료가 들어가 있다.
1997년 MPI 홈 비디오에서 처음으로 DVD 에디션을 출시했다. 1982년 프롤로그와 트레일러, 뉴스 영화, 리처드 레스터와의 인터뷰, 《The Running Jumping & Standing Still Film》, 그리고 7시간 분량의 배역진, 제작진, 비틀즈 구성원의 인터뷰가 들어간 보너스 디스크가 수록되어 있다. DVD는 비틀즈 역사 학자이자 프로듀서인 마틴 루이스가 제작을 담당했다. 2000년에 미라맥스 필름이 미국에서 영화를 재개봉했고, 2년 후 컬렉터 에디션 DVD를 발매했다. 그리고 마지막 VHS 포맷이 발매되었다. 영화는 35밀리 네거티브로 복원되었고 1.66:1 와이드 스크린으로 출시되었다. 프롤로그는 미라맥스판에서는 사라졌다.
2004년 7월 6일, DVD 프로듀서 마틴 루이스가 런던에서 40주년 기념 상영회를 주최했다. 상영회에서는 매카트니를 비롯해, 빅터 스피네티, 존 정킨, 데이비드 젠슨 등이 자리를 빛냈다. 자리에서 가진 인터뷰에서 매카트니는 영화를 꽤 많이 보았지만, "큰 화면"에서 보기는 1964년 초연 이후 처음이라고 밝혔다.
2009년 캐나다에서 블루레이가 출시되었다. 이 디스크는 국가 제한이 없고, 2000년대에 나온 대부분의 자료를 포함하고 있다. 2011년 블루레이가 멕시코에서 출시되었다. 이 버전은 스페인 자막을 포함하고 있다. 2014년 야누스 필름이 미라맥스에게서 판권을 획득한다. 그리고 2014년 6월 24일 크라이테리언 컬렉션의 일환으로 가정용 비디오 출시를 발표했다. 이 듀얼포맷 에디션은 다양한 부록을 포함하고 있다. 7월 2일, 크라이테리언 블루레이 및 DVD가 엄브렐라 엔터테이먼트를 통해 호주에서 발매되었다. 영국에서는 세컨드 슬라이트 필름을 통해 7월 21일에 출시했다. 2014년 7월 6일, 영화의 리마스터 HD판이 50주년 기념으로 BBC Four에서 방송되었고, 2014년 7월 14일 미국과 영국의 극장에서도 상영했다.
2016년 5월 5일, 대한민국에서 찬란을 통해 수입·배급된 4K 리마스터링 버전이 극장에서 초연되었다.

## 평가
영화에 대한 평가는 대체적으로 긍정적이다. 앤드류 새리스가 《빌리지 보이스》에서 "주크박스 영화의 《시민 케인》"이라며 격찬한 것은 자주 인용되는 평가다. 《빌리지 보이스》가 첫 연간 영화 여론조사를 편찬했을 때, 영화는 스탠리 큐브릭의 《닥터 스트레인지러브》에 이어 2위를 차지했다. 《타임》지는 영화를 "가장 부드럽고, 신선하고, 재미있는 착취 목적의 영화 중 하나"라고 불렀다." 영화 비평가 로저 이버트는 영화를 "살아있음을 증명해 준 획기적인 영화 중 하나"라고 묘사했으며, 자신의 《위대한 영화》 목록에 추가했다. 2004년, 《토털 필름》지는 《하드 데이즈 나이트》를 사상 42번째로 위대한 영국 영화로 선정했다. 2004년, 《Time.com》는 지난 80년간 가장 훌륭한 100대 영화 중 하나로 선정했다. 레슬리 헬리웰은 자신의 가장 높은 점수인 네 개의 별을 주었고, 1964년대 영국 영화에서는 유일하게 그런 영광을 누렸다. 로튼 토마토에서는 101개의 리뷰를 기반으로 99%의 신선도를 받았고, 신선한 뮤지컬 영화 목록에서 1위를 차지했다. 그리고 사상 최고의 평론을 받은 영화에서 8위에 올랐다.
《뉴욕 타임스》의 영화 비평가 보슬리 크로우더는 영화를 비틀즈와 비틀마니아에 대한 미묘한 풍자라며 다음과 같이 적었다. "비틀즈는 주의를 끌며, 끊임없이 놀라게 하고, 평화와 조용함을 원하는 호감가는 젊은이다. 하지만 시끄러운 관중, 터무니없는 질문을 해대는 기자들, 그리고 그들을 내려다 보는 권위자와 대치해야 한다." 《더 뉴요커》의 비평가 브랜든 길은 이렇게 썼다. "비록 내가 이 괴상한 네 명의 소년들이, 어떻게 하여 이렇게 수많은 사람들에게 높은 점수를 받는 것인지는 모르겠지만, 아무 생각없는 어떤 기쁨이 저들의 장난스런 소리들로 하여금 내게 스며들었다는 것은 인정해야겠다."
《하드 데이즈 나이트》는 1965년 아카데미상에서 각본상(알룬 오웬)과 뮤직 오리지널 스코어상(조지 마틴) 부문에 후보로 올랐다.

## 영향
영국의 비평가 레슬리 헬리웰은 영화의 영향에 대해 "... 그것은 60년대까지 모든 런던의 스파이 영화와 코미디를 뒤흔들었다..."고 말했다. 특히 시각 효과와 줄거리는 몽키스의 텔레비전 시리즈에 영감을 준 것으로 여겨진다. 〈Can't Buy Me Love〉 부분은 리처드 레스터의 초기작 《The Running Jumping & Standing Still Film》에서 차용했다. 여기서 쓰인 이미지를 잘라내어 음악 박자에 맞추는 혁신적인 기법은 현대 뮤직 비디오의 선구자로 여겨진다.
로저 이버트는 "레스터가 《하드 데이즈 나이트》에 쓰인 기법을 발명하진 않았지만, 많은 영화에 영향을 끼쳤다. 오늘날 우리가 TV나 감상하며 퀵 컷팅을 볼 때, 손에 들고 찍는 카메라, 움직이는 목표와 인터뷰, 대화에 재빨리 몇 마디를 삽입, 다큐멘터리 액션에 흐르는 음악, 현대 스타일의 다른 모든 상표, 우리가 보고 있는 모든 것이 《하드 데이즈 나이트》의 자식이다."라고 썼다.
폴 매카트니가 "오, 저건 입지 않겠어요. 너무 형편없군(Grotty)!"이라고 말하는 장면이 있다. 이는 알룬 오웬이 그로테스크(grotesque)를 줄여 만든 새로운 단어였고, 현재 널리 쓰이는 표현이 되었다.

## 제목
영화의 이상한 제목은 링고 스타의 말에서 비롯된 것이다. 스타는 DJ인 데이브 헐과 한 1964년 인터뷰에서 다음과 같이 말했다. "저흰 일하러 가고, 그리고 하루 종일 일하고, 밤새도록 일합니다. 이런 게 제가 원했던 하루인가 하는 생각이 계속해서 들어 제가 말했죠, '정말 힘든 날이였어(It's been a hard day)'... 그러곤 주변을 둘러봤더니 깜깜하길래 말했죠, '...밤이었어!(...Night!)' 그렇게 저흰 'A Hard Day's Night'를 떠올리게 된 겁니다." 1980년 《플레이보이》지와 한 인터뷰에서 레논은 다음과 같이 말했다. "전 차를 타고 집으로 가는 중이었고, 딕 레스터가 링고가 말한 'Hard Day's Night'란 제목을 제안했습니다. 전 그걸 《In His Own Write》에 써먹었는데, 그건 링고의 즉흥적인 말이었어요. 뭐, 말라프로피즘 중 하나입니다. 링고적이죠, 그가 어디서 말했든 그리 재밌진 않았어요 ... 아무튼 딕 레스터는 '우린 제목을 그걸로 쓸 거야'라고 말했습니다."
1994년 《비틀즈 앤솔로지》 인터뷰에서 매카트니는 레논과는 다르게 회고했다. 그는 다음과 같이 말했다. "제목은 영화 제작이 거의 끝났을 당시 이전에 겪지 못했던 즐거움이 생기기 시작했고, 그 때 링고가 붙인 것입니다. 저흰 트위크넘 스튜디오에서 브레인스토밍을 하는 시간을 가졌고, 우리가 말했죠, '음, 링고가 일전에 뭔가 말한 게 있었잖아.' 링고가 엉터리 단어를 말한 적이 있었습니다. 그는 뭔가 좀 잘못된 말을 했어요, 다른 사람 하듯이요, 하지만 그는 언제나 훌륭했고, 서정적이었습니다... 그가 잘못 말한 것인지도 모르겠지만, 그것들은 마치 마법 같았어요. 그리고 그는 콘서트 후에 '휴, 정말 힘든 날의 밤이로군.'이라고 말했습니다."
하지만 프로듀서 왈터 쉔슨 또한 1996년에 다르게 회고했다. 그는 레논이 링고 스타의 우스운 실수를 보고 "a hard day's night"라고 말하자, 자신이 바로 영화의 제목을 그것으로 하기로 결정했다고 주장했다.
이 얘기 중 무엇이 사실이든, 영화의 원래 가제목은 《비틀마니아》(Beatlemania)였고, 새로운 제목이 결정되자 촬영이 끝나는 날인 4월 16일 안에 제목과 맞아 떨어지는 새로운 타이틀 곡이 필요했다. 존 레논은 그의 아들 줄리언 레논에게 보내는 생일 카드를 바탕으로, 노래 〈A Hard Day's Night〉를 하룻밤 만에 썼다. 이 노래는 그래미 최우수 보컬 그룹 퍼포먼스 부문에서 수상했다.:p.xii

## 소설화
1964년에 작가 존 버크는 영화의 각본을 토대로 소설화했다. 그리핀 프레스가 인쇄하고 팬 북스를 통해 출판했다.

## 노래
영화의 크레디트에서는 모든 노래를 존 레논과 폴 매카트니 작곡으로 명시해 놓았지만, 〈Don't Bother Me〉의 일부는 조지 해리슨이 작곡했다.
- 〈A Hard Day's Night〉
- 〈I Should Have Known Better〉
- 〈I Wanna Be Your Man〉 (샘플)
- 〈Don't Bother Me〉 (해리슨) (샘플)
- 〈All My Loving〉 (샘플)
- 〈If I Fell〉
- 〈Can't Buy Me Love〉
- 〈And I Love Her〉
- 〈I'm Happy Just to Dance with You〉
- 〈링고의 테마 (This Boy)〉
- 〈Tell Me Why〉
- 〈She Loves You〉

### 참고 사항
- 〈I'll Cry Instead〉는 영화에 들어갈 곡으로 선별될 수도 있었지만, 결국 들어가지 못했다. 이것은 〈escape/fire escape〉 시퀸스에 쓰일 예정이였으나, 감독 리처드 레스터가 비관적인 가사와 〈Can't Buy Me Love〉로 신을 교체하는 이유로 이를 기각했다.[16] 이 노래는 미국 사운드트랙 음반에 수록될 곡들과 경쟁했다.[68]
- 1982년 미국에서 유니버셜 픽처스를 통해 재개봉한 영화에서는 감독 리처드 레스터의 개입이나 지식 없이 만들어진 프롤로그가 들어가 있었고, 여기의 오디오 트랙에 〈I'll Cry Instead〉가 쓰였다. 리처드는 이를 못마땅하게 생각했다.[33]:pp.119–120 이 프롤로그는 2000년 복원판에서는 들어가지 않았다.[69]
- 곡 〈You Can't Do That〉은 영화의 TV 콘서트 부분으로 촬영되었으나 최종 편집판에서는 들어가지 않았다. 이런 삭제 지시가 내려지기 전에, 공연 장면이 감독과 브라이언 엡스타인에게 보내졌고, 《에드 설리번 쇼》에서 비틀즈 특별 인터뷰와 함께 1964년 3월 24일에 방송했다.[70] 발췌한 공연 장면이 1964년 다큐멘터리 《The Making of "A Hard Day's Night》에 등장했다.[71]
- 곡 〈I Call Your Name〉는 알 수 없는 이유로 영화에서 잘렸다.[33]:p.55

## 참고 도서
- 비틀즈 (2010). 《The Beatles Anthology》 [비틀즈 앤솔로지]. 오픈하우스. ISBN 978-89-93824-44-5. 2016년 11월 23일에 원본 문서에서 보존된 문서. 2016년 12월 7일에 확인함.